# José García Mercadal
José García Mercadal (Zaragoza, 2 de enero de 1883-Madrid, 31 de diciembre de 1975) fue un periodista, escritor, editor e historiador español, hermano mayor del arquitecto Fernando García Mercadal.

## Biografía
Aunque estudió Derecho en la Universidad de Zaragoza y se doctoró por la de Madrid, García Mercadal no ejerció nunca como abogado o jurista, y dedicó toda su vida a transformarse en un hombre de letras con un tesón y una variedad de registros verdaderamente admirables. Ejerció el periodismo, la traducción y la edición y fue asimismo historiador, novelista, biógrafo y antologista, crítico literario y de arte, conferenciante, viajero, investigador y erudito, polemizando cuando se terciaba. Con enorme acierto lo calificó Pascual Martín Triep en las páginas de Heraldo de Aragón de "grafómano incurable".
La vocación literaria y periodística de Mercadal se despertó muy temprano; sus primeras colaboraciones, siendo aún bachiller, fueron en el periódico madrileño El Día y después se extendieron a la prensa zaragozana: La Derecha, El Imparcial de Aragón, El Progreso, Diario de Avisos y Heraldo de Aragón.
Activo hombre público, intervino eficazmente en la preparación y desarrollo de la Exposición Hispano-Francesa de 1908 y creó la sociedad "Amigos de Aragón" con el fin de propiciar un mayor conocimiento de su región natal, especialmente del Pirineo, y promover el excursionismo rural. Durante esta época fue Bibliotecario de la Junta Directiva del Casino Principal de Zaragoza, cuyos fondos catalogó.
En Zaragoza fundó y dirigió los diarios La Correspondencia de Aragón y La Crónica, los semanarios Mi Niño, de orientación satírica, y Aragón, y la publicación mensual La Revista Aragonesa, desde donde contribuyó con su pluma, vehemente e incisiva, pero siempre elegante, a defender y realzar el ideario y conciencia regionalistas. Colaboró también en la revista literaria Ambiente, de inspiración modernista.
En 1916 se trasladó a Madrid y allí terminó por instalarse definitivamente, aunque eso no entibió sino que acrecentó su acendrado aragonesismo. Desempeñó sucesivamente en la capital las tareas de redactor de La Correspondencia de España y de redactor jefe en El Tiempo e Informaciones. También colaboraría con La Voz de Aragón.

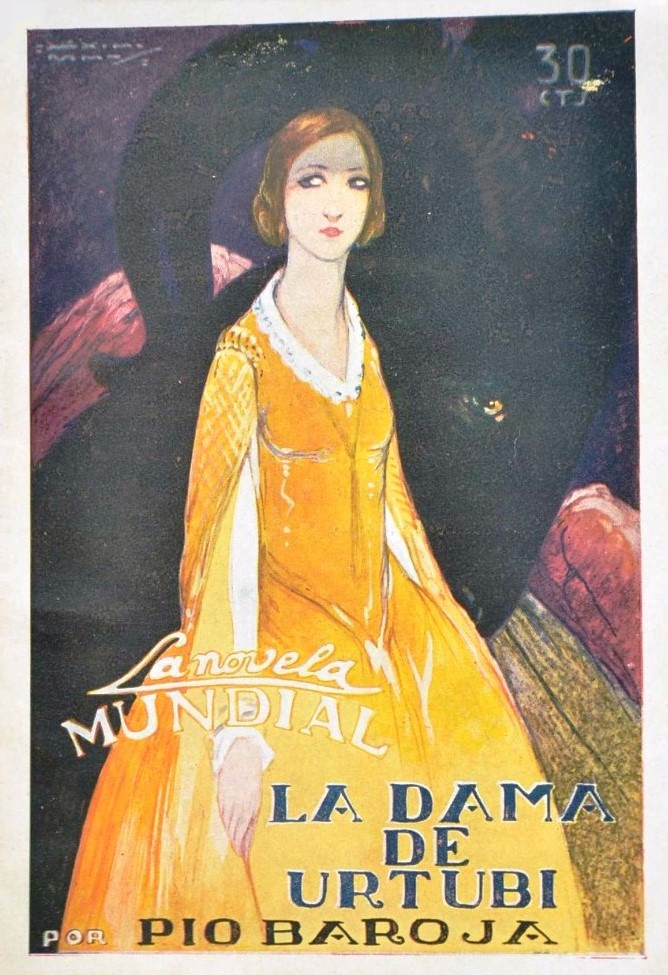
Una obra de Pio Baroja en la colección La Novela Mundial.

En 1919 ofreció al consistorio zaragozano su descubrimiento del Archivo de Palafox, a punto de caer en manos extranjeras. La ciudad, agradecida, le concedió su Medalla de Oro el 10 de septiembre del mismo año. Mercadal ha descrito este episodio con detalle en el prólogo de la Autobiografía de José Palafox que publicó la editorial madrileña Taurus en 1966.
El apogeo de su actividad como polígrafo lo marcaron los años veinte y treinta del siglo XX, cuando fundó las editoriales Babel, en la que difundió la obra de importantes escritores europeos y americanos y la de aragoneses a través de la Colección Argensola, y La Novela Mundial, de carácter más divulgativo, pero que elevó en presentación y dignidad literaria las tradicionales colecciones de primeros de siglo, llevando a manos de los lectores los más prestigiosos títulos españoles del momento.
Tras su salida de Informaciones, Mercadal se hizo cargo de las páginas literarias de El Sol, el más influyente diario madrileño, y en 1930 fue nombrado director de El Imparcial. En 1935 obtuvo el Premio Nacional de Literatura por su Historia del Romanticismo en España.
Durante la Guerra Civil regresó a Zaragoza y colaboró con la edición sevillana de ABC, escribiendo varias crónicas sobre la contienda en que apoyaba explícitamente al bando nacional, una vez desengañado de la II República, a la que había apoyado al principio firmando con su hermano Fernando el célebre Manifiesto encabezado por José Ortega y Gasset. Concluida la misma, volvió a Madrid, donde se incorporó como bibliotecario al Instituto de Reforma Agraria e inició lo que se podría llamar su etapa como biógrafo, escribiendo monografías sobre el cardenal Francisco Jiménez de Cisneros, Germana de Foix, Antonio Pérez, Andrea Doria, la Princesa de Eboli, Cosme Damián Churruca, el Príncipe de Viana, Catalina de Rusia, la emperatriz Josefina Bonaparte, María Luisa de Austria etc.
Como ha dejado escrito el catedrático Eloy Fernández Clemente, José García Mercadal fue
Uno de los ejemplos más claros de constancia y humildad de nuestra historia del periodismo. Siempre se consideró escritor de tercera, pero su ingente obra divulgadora y, sobre todo, su aragonesismo de la mejor ley, están aún esperando un amplio y merecido estudio.

## Obra literaria
En el  año 1906 vio la luz su primer libro, Del jardín de las doloras, reflexión sentimental  sobre la poesía de Ramón de Campoamor, quien lo prologó, y en 1908 una colección de crónicas, Frente a la vida, en cuya portada figuraba una mascarilla suya, obra de Juan José Gárate, quien, años más tarde, le pintaría un soberbio retrato al óleo.
De 1910 son su primer libro de cuentos, Los que esperan, y también la primera de sus antologías, tan características en su obra, Cuentistas aragoneses en prosa. Al año siguiente publicará su primera novela, El viajero del siete, editada en Madrid en una popular colección de relatos breves.
Para la Editorial Aguilar preparó tres volúmenes de Viajes de extranjeros por España y Portugal (1952-1962), obra muy cotizada entre los bibliófilos que continuaba su España vista por los extranjeros, impresa entre 1919 y 1921, pues es preciso subrayar que Mercadal fue un incansable viajero y, antes de divulgar los periplos ajenos, había dado a conocer los propios: Del llano a las cumbres  (1926), Entre Tajo y Miño (1927) En zig-zag. Por tierras vascas de España y Francia (1927) y Rincones de España (1946).
Imposible es resumir aquí todo el caudal de su enorme producción literaria; Juan Domínguez Lasierra, su mejor biógrafo, recuerda que Mercadal aparece como editor, prologuista o traductor en más de trescientas títulos, y todavía quedan muchos inéditos. Como antólogo preparó además ediciones de humoristas españoles y narraciones cortas de autoras extranjeras o escritores húngaros. Publicó una selección del extensísimo Diario de Dostoievski, antologó el pensamiento de Ángel Ganivet y Joaquín Costa (también el de Francisco Franco, por cierto) y extrajo de la prensa los escritos antitaurinos de Eugenio Noel y muchas páginas perdidas de José Martínez Ruiz. Realizó una antología de textos clásicos españoles sobre cocina y gastronomía y compiló una colección de jotas aragonesas. Reunió, además, dos volúmenes con juicios críticos sobre Pío Baroja, uno de críticas nacionales y otro de críticas extranjeras y confeccionó una antología con escritos de Emilio Castelar. Deseoso de vindicar la labor colonial de España en América, escribió sobre ello un documentado ensayo, Lo que España llevó a América (1959) y documentó la picaresca de la vida estudiantil en el Siglo de Oro en su Estudiantes, sopistas y pícaros (1934), libro muy erudito, curioso e interesante por todos los conceptos, que tuvo una segunda edición.
Como traductor su obra fue muy importante en cuanto a materias como los libros de viajes, destacando, por ejemplo, la versión llevada a cabo desde el francés de los llevados a cabo por Jean-Baptiste Labat a Andalucía. También tradujo obras del romántico francés Henri Murger, de Pierre Benoit y de Louis Bromfield, entre otros.
En la última etapa de su existencia encontró refugio para su febril actividad intelectual en la Hemeroteca Municipal de Madrid. Allí, hojeando antiguos ejemplares de periódico, encontraba textos dispersos de Joaquín Costa (de quien siempre se confesó seguidor entusiasta), Benito Pérez Galdós, Ángel Ganivet, etc.  y de algunos escritores de la generación del 98 con los que mantuvo entrañable amistad, como Azorín y Pío Baroja, así como con el novecentista Ramón Pérez de Ayala, que luego serían reproducidos en ensayos recopilatorios preparados por él, y por ejemplo preparó una edición de Obras completas de este último autor en cuatro volúmenes. Desde su exilio madrileño seguirá enviando, hasta poco antes de su muerte, ocurrida a punto de cumplir los noventa y tres años, sus artículos para Heraldo de Aragón y Aragón-Exprés.

## Obras (relación incompleta)

### Antologías y ediciones
- Cuentistas aragoneses (en prosa); antología, Madrid, Fernando Fe, 1910.
- Ideario de Costa, prólogo de Luis de Zulueta, Madrid, Biblioteca Nueva, 1919 y 1932; Madrid, Afrodisio Aguado, 1964.
- Ideario de Ganivet, prólogo de Cristóbal de Castro, Madrid, Biblioteca Nueva, 1920, 1932 y 1936; Ideario de Ángel Ganivet, Madrid, Afrodisio Aguado, 1964.
- Con Andrés Revesz, Los Grandes Cuentistas Húngaros. Selección y traducción. [Jókai, Gárdonyi, Herczeg, Ambrus, Kóbor, Relle, Coloman de Mikszáth, Cholnoky, Moricz, Tömörkény, Kemechey, Heltai, Berény, Erdödi, Karkas y Latzkó] Madrid, Biblioteca Nueva, s. a. (hacia 1919).
- Fedor Dostoievski, Diario de un escritor, selección y versión española José García Mercadal, Madrid, Sucesores de Rivadeneyra, 1923.
- Escritoras extranjeras: cuentos [S. l., s. n.], 1925.

- 500 agudezas infantiles, Madrid, Librería Bergua, [1935].
- Los cantores de la sierra (antología). Desde el siglo XIV hasta nuestros días (Marqués de Santillana, Góngora, Jovellanos, Moratín, José Somoza, Unamuno, Gabriel y Galán, Fernández Ardavín, José del Río Sainz, Francisco Vighi, Fernando Fortún, Rafael Alberti, Ildefonso Manuel Gil, etc), Madrid, Ediciones Ibéricas / Librería Bergua, 1936.
- Ideario del Generalísimo, Zaragoza, Tip. Académica, 1937.
- Angel Abad Tardez, Mil y una coplas de jota aragonesa, prólogo de J. García Mercadal, Zaragoza, Berdejo Casañal, 1937.
- Antología crítica. Baroja en el banquillo. Tribunal español y Tribunal extranjero, 2 vols., Zaragoza, Librería General, 1939.
- Con Andrés Revesz, Antología de humoristas húngaros contemporáneos, El Monigote de papel, 1945.
- Cervantes y Don Quijote: Antología crítica, Zaragoza, Librería General, 1947.
- España vista por los extranjeros. Vol. 1. Relaciones de viajeros desde la edad más remota hasta el siglo XVI; vol. 2. Relaciones de viajeros y embajadores (siglo XVI); vol. 3. Relaciones de viajeros y  embajadores siglo XVII, Madrid: Biblioteca Nueva, 1919; 2ª     edición, Viajes de extranjeros por  España y Portugal (3 vols.) Tomo I: Siglo XVI: Desde los tiempos más remotos, hasta fines del Siglo XVI (1952); Tomo II: Siglo XVII (1959) Tomo III: Siglo XVIII (1962). Madrid: Aguilar, 1952, 1959 y 1962.
- Viajes de extranjeros por España y Portugal, 3 vols., Madrid, Aguilar 1952-1962; Junta de Castilla y León. Consejería de Cultura y Turismo, 6 vols., 1999.

- José Martínez Ruiz (Azorín), El Oasis de los clásicos, edición recogida y ordenada por J. García Mercadal, Madrid, Biblioteca Nueva, 1952.
- José Martínez Ruiz (Azorín), Pintar como querer, edición recogida y ordenada por J. García Mercadal, Madrid, Biblioteca Nueva, 1954.
- José Martínez Ruiz (Azorín), Escritores, Edición recogida y ordenada por J. García Mercadal, Madrid, Biblioteca Nueva, 1956.
- José Martínez Ruiz (Azorín), Dicho y hecho, Barcelona, Destino, 1957.
- Antología de humoristas españoles. Del siglo I al XX. Con prólogo, notas e índices y un apéndice sobre El     humorismo en la prensa española, Madrid, Aguilar, 1957; 2ª edic., 1961; 3ª edic., 1964.
- José Martínez Ruiz (Azorín), Sin perder los estribos, recopilación hecha por J. García Mercadal, Madrid, Taurus, 1958.
- José Martínez Ruiz (Azorín), Pasos quedos, (escritos dispersos coleccionados y ordenados por J. García Mercadal), Madrid, Escelicer, 1959.
- Ramón Pérez de Ayala, El país del futuro, mis viajes a los Estados Unidos (1913-1914 / 1919-1920), Madrid, Biblioteca Nueva, 1959.
- Los amores secretos de Catalina II, Emperatriz de Rusia, por un embajador de  la época, Madrid, Editorial Mediterráneo, 1960.
- Eugenio Noel, España fibra a fibra, selección de J. García Mercadal, Madrid, Taurus, 1960 y 1967.
- Joaquín Costa, Historia, Política social, Patria, Madrid, Aguilar, 1961.
- Ramón Pérez de Ayala, Amistades y Recuerdos, Barcelona, Aedos, 1961.
- Ramón Pérez de Ayala, Fábulas y ciudades, Barcelona, Destino, 1961.
- Mil poetas de la lengua española, Madrid, Compañía Bibliográfica Española, [1962].
- La cocina y la mesa en la literatura. Recopilación, Madrid, Taurus, 1962.
- Eugenio Noel, Diario Íntimo: La novela de la vida de un hombre, José García Mercadal, repasó y preparó para la imprenta, Madrid, Taurus, 1962.
- José Martínez Ruiz (Azorín), Historia y vida, edición recogida y ordenada por J. G. M., Madrid, Espasa Calpe, 1962.
- José Martínez Ruiz (Azorín), En lontananza, edición recogida y ordenada por J. G. M., Madrid, Bullón, 1963.
- Ramón Pérez de Ayala, Pequeños ensayos, edición recogida y ordenada por J. García Mercadal, Madrid, 1963.
- Ramón Pérez de Ayala, Tributo a Inglaterra, prólogo de José García Mercadal, Madrid, Aguilar, 1963.
- Ramón Pérez de Ayala, Ante Azorín, edición recogida, ordenada y prologada por J. García Mercadal, Madrid, Biblioteca Nueva, 1964.
- Ramón Pérez de Ayala, Obras completas, Madrid: Aguilar, 4 vols.: I: Primeros trabajos: Tinieblas en las cumbres; La pata de la raposa; Troteras y danzaderas; Sonreía; Pilares; El Raposín; Ensayos: Rincón asturiano; La caverna de Platón; Don Quijote en el extranjero; Terranova y sus cosas, 1963;  II: Obra poética, novelas cortas, 1963; III: Las máscaras, 1966; IV: Novelas: Belarmino y Apolonio, Luna de miel, Luna de  hiel, Los trabajas de Urbano y Simona, Tigre Juan / el curandero de su hora. Ensayos: Divagaciones literarias, Más divagaciones literarias, 1969.
- Emilio Castelar, Discursos y ensayos, selección, prólogo y notas por J. García Mercadal. Madrid, Aguilar, 1964.
- La jota aragonesa: antología, Madrid, Taurus, 1964.
- José Martínez Ruiz (Azorín), España clara, Madrid, Doncel, 1966.
- José Martínez Ruiz (Azorín), Ultramarinos, recopilación de José García Mercadal. Barcelona / Buenos Aires, [1966].
- José Martínez Ruiz (Azorín), Los Médicos, selección de J. García Mercadal, Valencia, Prometeo, 1966; Ayuntamiento de Monóvar (Alicante), 2005.
- José Palafox, Autobiografía. Madrid, Taurus, 1966.
- Baltasar Gracián, Estudio y antología por José García Mercadal. Madrid, Compañía Bibliográfica, 1967.
- Eugenio Noel, Escritos antitaurinos, presentación y prólogo de J. García Mercadal, Madrid, Taurus, 1967.
- Eugenio Noel, Las siete cucas (una mancebía en Castilla), Madrid, Taurus, 1967.
- Mariano de Cavia, presencias de un zaragozano ausente, Caja de Ahorros de Zaragoza, Aragón y Rioja, 1969.
- Eugenio Noel, América bajo la lupa, prólogo de J. García Mercadal, Madrid, EDAF, 1970.
- Viajes Por España, Madrid, Alianza, 1972.
- Antologia umorului spaniol, Univers, Bucarest, 1975.
- Ramón Pérez de Ayala, Apostillas y divagaciones, Ediciones Cultura Hispánica, 1976.
- Julio Verne, La vuelta al mundo en 80 días, prólogo de J. García Mercadal, Madrid, EDAF, 1981.
- José Martínez Ruiz (Azorín), La voluntad, Clásicos Castalia, Madrid, 1982.
- Jean-Baptiste Labat, Viaje por Andalucía: en los años 1705 y 1706, Sevilla, Editorial Renacimiento / Centro de Estudios Andaluces, 2007.
- Con Juan Bautista Bergua, 500 Chistes de antaño, Ediciones Ibéricas, Madrid, 2011.

### Historia
- La policía de París (desde Luis XIII a la Revolución), Madrid, Editorial Babel, 1928.
- Carlos V y Francisco I: Imperio y acción. Zaragoza, Librería General, 1943.
- Estudiantes, sopistas y pícaros, Madrid, Editorial Plutarco, 1934; 2ª ed. Espasa-Calpe, 1954.
- Lo que España llevó a América, Madrid, Taurus, 1959.

### Crítica literaria
- Apuntes críticos sobre el novelista Alberto Insúa, Madrid, 1926.
- Historia del Romanticismo en España, Barcelona, Editorial Lábor, 1943.
- La otra cara de la Generación del 98, Academia de Humor, 1998.

### Artículos, reportajes y crónicas
- Frente a la vida: crónicas, Madrid, Librería de Victoriano Suárez, 1908.
- Ante el centenario: zaragozanas, Zaragoza, Emilio Casañal, 1908.
- Zaragoza en tranvía, Zaragoza, Emilio Casañal, 1908; edic. facsímil, Diputación Provincial de Zaragoza, 1985 y 2009.
- Enciclopedia gráfica. Zaragoza, Barcelona, edit. Cervantes, 1931.
- Frente y retaguardia (Impresiones de guerra), Zaragoza, Tip. La Académica, 1937.
- Aire, Tierra y Mar (los más gloriosos episodios de la Gesta Española), Zaragoza, Heraldo de Aragón, 1939.
- Tres reductos, Zaragoza, Tip. La Académica, 1938.

### Biografías
- Cervantes, Madrid, Editorial Colón, 1930.
- Cisneros (1436-1517), Zaragoza, Ediciones Luz, 1939; 2ª edic., Madrid, Biblioteca Nueva, 1941; 3ª edic., Revista Literaria "Novelas y     cuentos", 1952.
- El príncipe de Viana. Don Carlos de Aragón, Barcelona, Luis de Caralt, 1944.
- Juan Andrea Doria, condotiero y almirante del Emperador Carlos V (1466-1560), Madrid, El Gran Capitán, 1944.
- La princesa de Éboli, Barcelona, Iberia, 1945; 2ª edic. Barcelona,     GP, 1959; 3ª edic. Barcelona, Iberia, 1992.
- Palafox, duque de Zaragoza, 1775-1847, Madrid, Editorial Gran Capitán, 1948.
- Churruca, Madrid, El Gran Capitán, 1946; 2ª ed.     Madrid, Novelas y Cuentos, 1961.
- Molière, Estudio y antología, Madrid, Compañía Bibliográfica Española, 1963.
- Antonio Pérez, secretario de Felipe II, ediciones Morata, 1943; 2ª edic. 1944; Antonio Pérez, secretario de Felipe II: una vida borrascosa, Madrid, Novelas y Cuentos, 1958.
- Doña Germana de Foix (Segunda mujer del Rey Católico), Madrid, Novelas y Cuentos, 1964 y Barcelona, Editorial Juventud, 1942.
- Azorín: biografía ilustrada, Barcelona, Destino, 1967; Prensas de la Universidad de Zaragoza, Edición, introducción y notas de Francisco Fuster, 2016.
- La emperatriz Josefina, Madrid, Círculo de Amigos de la  Historia, 1975.
- María Luisa de Austria, Madrid, Círculo de Amigos de la Historia,  1976.

### Libros de viajes
- Del llano a las cumbres (Pirineos de Aragón). Excursionismo. Madrid, suc. de Rivadeneyra, 1923; reimpreso en 1926.
- Entre Tajo y Miño, veraneo en Portugal. Madrid, suc. de Rivadeneyra, 1923; reimpreso en 1927.
- En zig-zag. Por tierras vascas de España y Francia, Madrid, Suc. Rivadeneyra, 1927.
- Rincones de España, Zaragoza, Librería General, 1946.

### Lexicografía
- Lengua española: [diccionario] adaptado a las nuevas normas de prosodia y ortografía, Madrid, Mayfe, 1953.
- Diccionario Mayfe de la Lengua Española, Madrid, Editorial Mayfe, ediciones: 1982 y 1085.
- Diccionario ilustrado Mayfe, Madrid, Editorial Mayfe, ediciones: 1968, 1971, 1974, 1976 y 1982.

### Ensayos
- Del jardín de las Doloras: Impresiones, Zaragoza, Mariano Escar, 1906.
- Vida y milagros de nuestro señor Don Miguel de Cervantes; lectura dada en la Asociación de dependientes de comercio la noche del 4 de diciembre de 1915, Zaragoza, "Ediciones aragonesas", 1916.
- Goya, pintor del pueblo, Zaragoza, Tip. del Hospicio, 1928.
- Propios y extraños, vida literaria, Madrid, Espasa Calpe, 1929.
- La cocina y la mesa en la literatura, Madrid: Taurus, 1962.

### Narrativa
- Los que esperan, cuento, Zaragoza, C. Gasca [¿1910?];  2ª edic. El Día, Zaragoza, 1986.
- El viajero del siete, Madrid, Los Contemporáneos, 1911.
- Remanso de dolor, Madrid, Revista Ateneo, 1911.
- Los cachorros del león, Imprenta de Alrededor del Mundo, Madrid, 1912.
- Navidad: cuentos, Madrid, Suc. de Rivadeneyra, 1924.
- El "paso" de Pajares: novela, Madrid, Novela Mundial, 1928.

### Traducciones
- La edad peligrosa, de Karin Michaelis, Madrid, 1920.
- La edad peligrosa, de Karin Michaelis, Madrid, 1920.
- El sentido de la vida, de Eduardo Rod , Madrid, 1920.
- Casado, de Carmen Sylva, Madrid, Variorum, 1921.
- La maravillosa aventura de Santi Stappleton, de Ciril Berger, Madrid, Variorum, 1921.
- La novela de Miraut perro de caza, de Luis Pergaud, Madrid, 1921. D
- Dostoievski, de Niétoschka Nezvanova, Madrid, Variorum, 1921.
- El zueco rojo, de Enrique Mürger, Madrid, Calpe, 1922, Madrid Espasa Calpe, 1972.
- El paraguas de San Pedro, de Kalman de Mikszath, Madrid, Sucesores de Rivadeneyra, Colección Babel, 1922.
- El último bohemio, de Eugenio Heltai, Madrid, Sucesores de Rivadeneyra, Colección Babel, 1923.
- Historia triste de una mujer alegre (Keetje), de Neel Doff, Sucesores de Rivadeneyra, Colección Babel, 1923.
- El hombre que encontró la verdad, de Leonid Andreev, Madrid, Sucesores de Rivadeneyra, Colección Babel, 1925.
- Un ladrón honrado, de Fedor Dostoievski, Madrid, Sucesores de Rivadeneyra, 1928; Madrid, Espasa Calpe, 1952 y 2000.
- El Príncipe Otón, de R. L. Stevenson, Madrid, Imprenta Artística Sáez Hermanos, 1929.
- La sima (historias de locos), de Leonid Andreev, Madrid, Editorial Gráfica Española, 1930.
- Hombres y dioses, estudios de historia y de Literatura; de Paul de Saint-Victor, Madrid, Seaz Hermanos, 1930.
- A orillas del mar libre, de Augusto Strindberg, Madrid, Sucesores de Rivadeneyra. Colección Babel, s.f.
- Recuerdos de viaje, del conde de Gobineau, Madrid, Sucesores de Rivadeneyra, Colección Babel, 1930.
- La Dama del Oeste, de Pierre Benoit, Madrid, Soc. Grals. Esp. de Librería, 1942.
- La Isla Verde, de Pierre Benoit, Madrid, Soc. Grals. Esp. de Librería, 1942.
- La fábrica de los hombres nuevos, de Alia Rachmanova, Zaragoza, Cromos, 1944.
- Betsabé, de Pierre Benoit, Madrid, Sociedad Gene. Española de Librería, 1944.
- Los tres magos del norte: Werner - Hoffmann - Humboldt, de Philarete Chasles, Zaragoza, Librería General, 1945.
- El muerto vivo, de R. L. Stevenson, Madrid, Febo, 1945.
- Los muertos nos contemplan, de Gerald Kersh, Barcelona, José Janés, 1945.
- No hay retirada, de Anna Rauschning, Barcelona, José Janés, 1945.
- El rey huraño (Enrique IV de Castilla y su época), de J. Lucas-Dubreton, Morata, Madrid, 1945.
- La Catedral viva, de Luis Gillet, Madrid, Epesa, 1946.
- París revolucionario, de G. Lenotre, Madrid, Plus Ultra, [1947]; 2ª edic. Madrid, More ediciones, 2017.
- El enigma del Temple (Luis XVII), de G. Lenotre, Madrid, Plus Ultra, 1947.
- Una noche en vagón-cama, de Bret Harte, Madrid, Colección Babel, 1928; Espasa Calpe, 1953.
- Balance de la Historia, de René Grousset, Madrid, Pegaso, 1957.
- Europa y el mundo de hoy, A. Philip, Max Born, Paul-Henri Spaak y Etienne Gilson, (presentación de Dionisio Ridruejo), Madrid, Castilla, 1959.
- La Catedral, de J.-K. Huysmans, Madrid, Escelicer, 1961.
- Moisés y la vocación judía, de André Neher, Madrid, Aguilar, 1963.
- Giovanni Papini, de Vintila Horia, Madrid, Escelicer, 1965.
- Caracteres y anécdotas, de Nicolás Chamfort, Valencia, Prometeo, 1966.
- Máximas y pensamientos, de Nicolás Chamfort, Valencia, Prometeo, 1966.
- La prima Bela, de Honoré de Balzac, Madrid, Espasa Calpe, 1975.